# کازینو و هتل تمام سوئیت ریو

کازینو و هتلِ تمام‌سوئیتِ ریو (به انگلیسی: Rio All Suite Hotel and Casino) نام یک هتل و کازینوی بزرگ در شهر لاس وگاس در آمریکا است.
معمار این بنا شرکت بومی (محلی) Marnell Corrao Associates است.
در تاریخ 17 می 2012 رقابتهای جهانی پوکر در این مکان برگزار شد.
- به ارتفاع ۱۲۹ متر[۲]

## نگارخانه

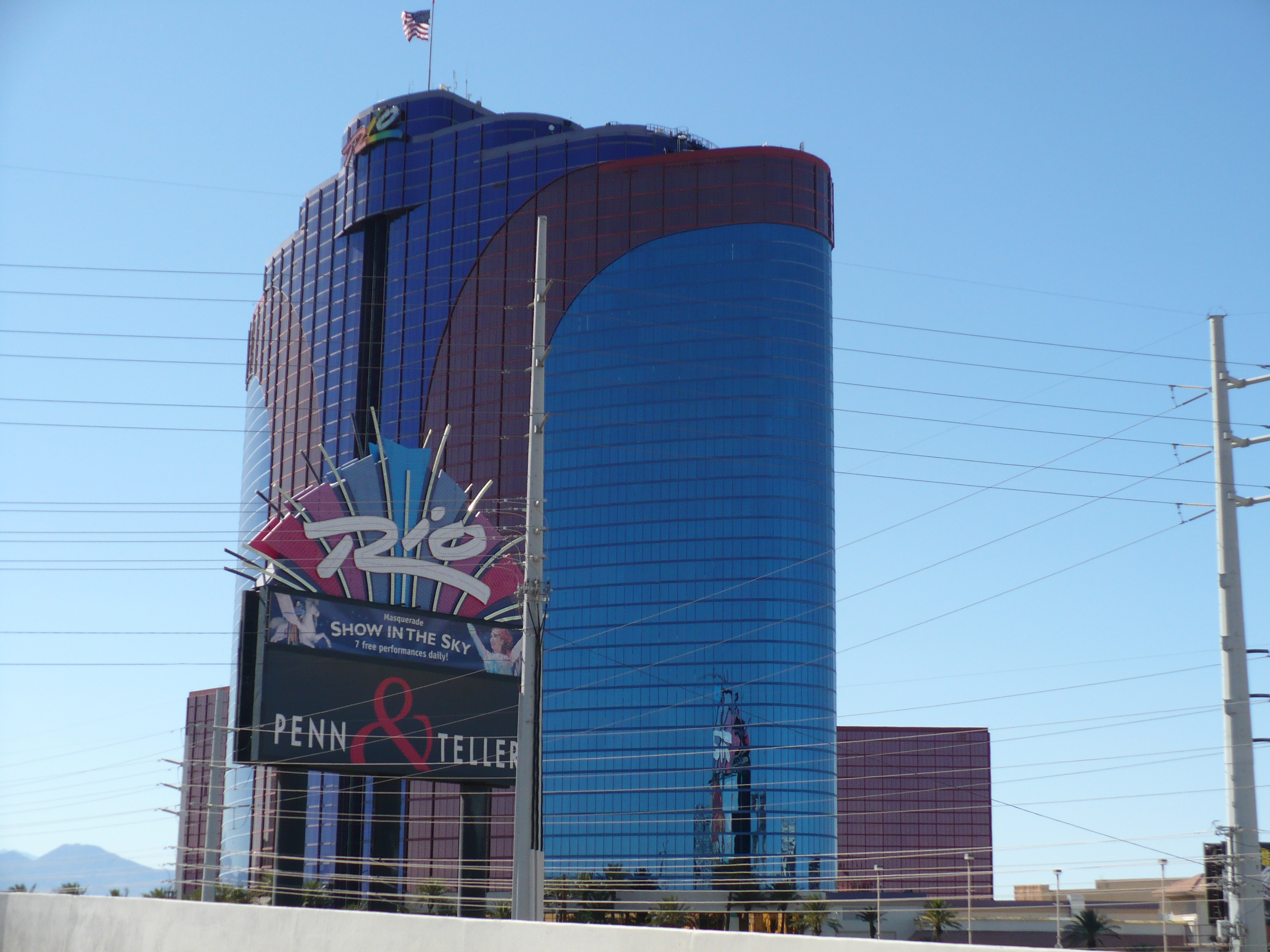
Rio with an advertisement for Penn & Teller
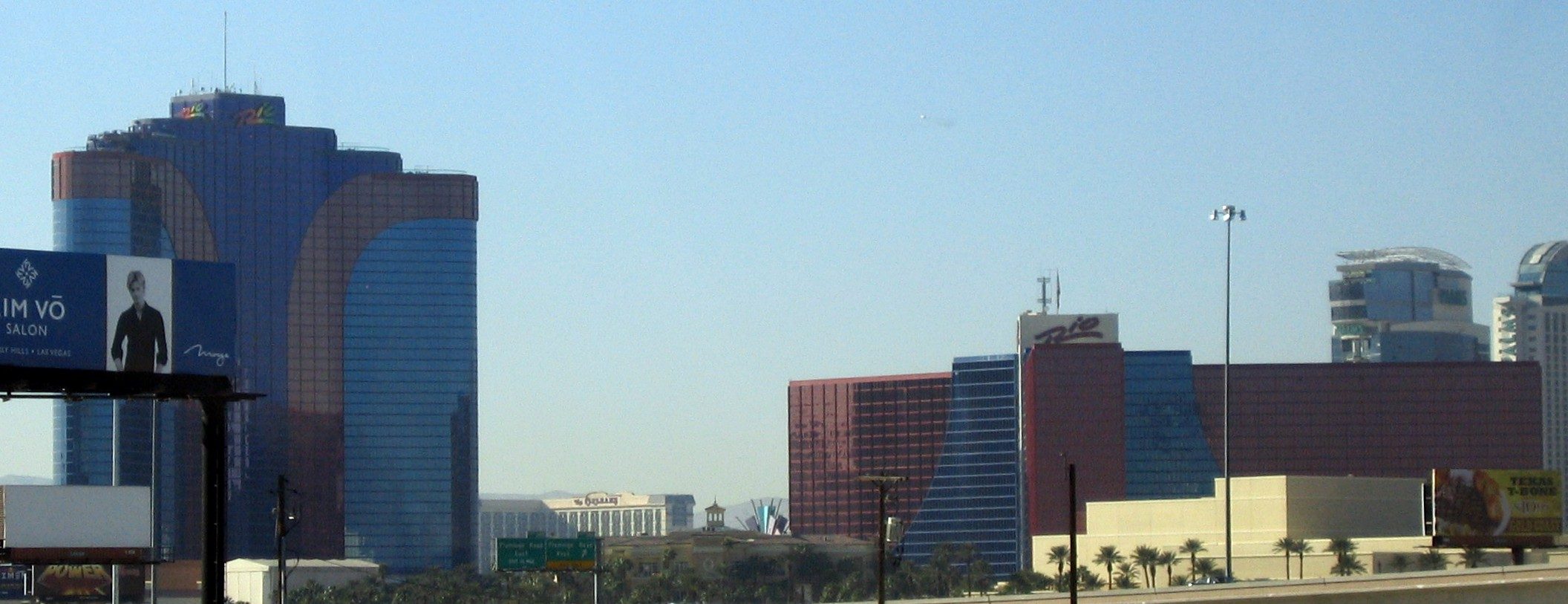
Rio All Suite Hotel and Casino in Las Vegas
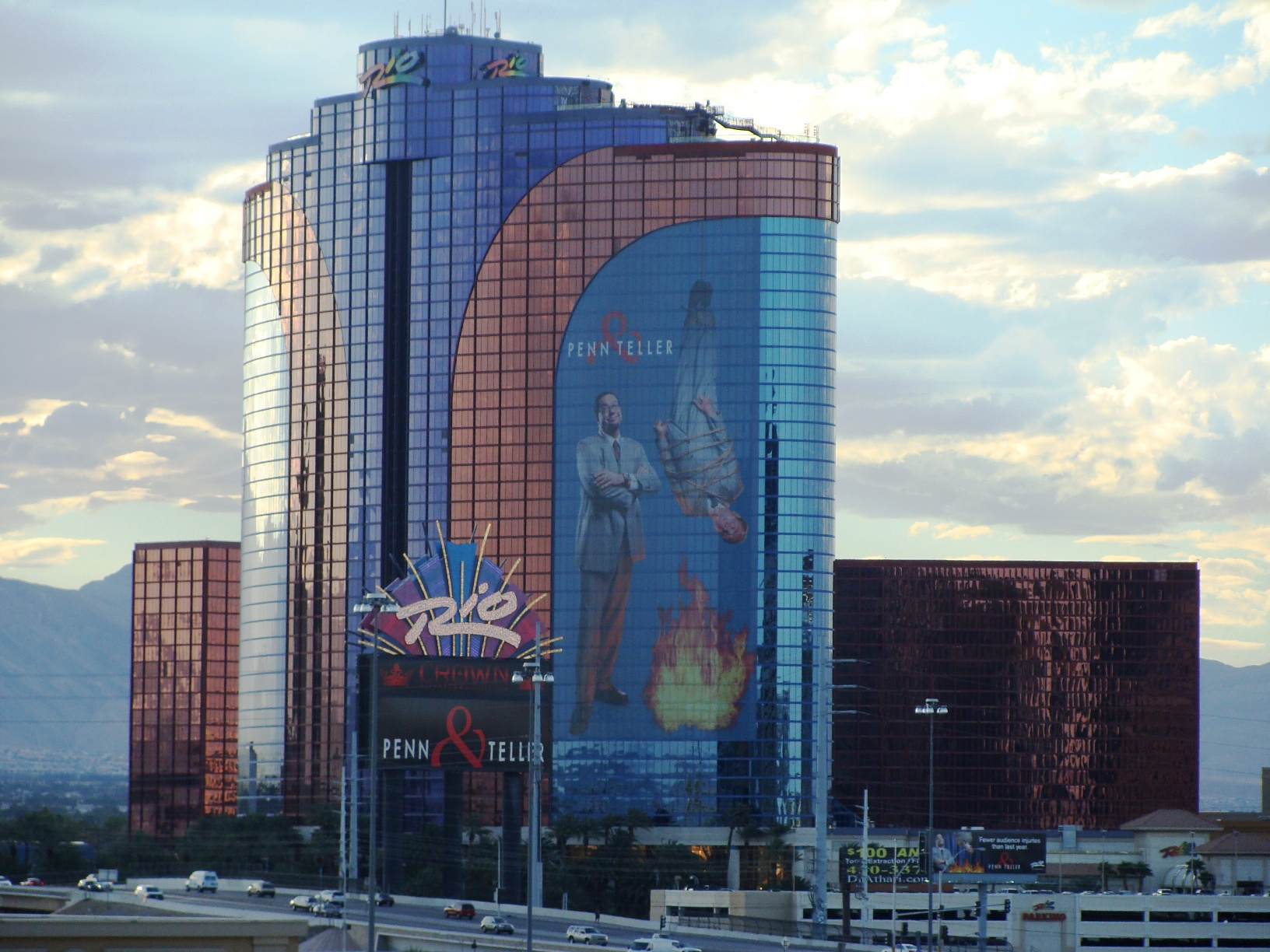